# Podosesia
Podosesia is een geslacht van vlinders uit de familie wespvlinders (Sesiidae), onderfamilie Sesiinae.
Podosesia is voor het eerst wetenschappelijk beschreven door Möschler in 1879. De typesoort is Grotea longipes.

## Soorten
Podosesia omvat de volgende soorten:
- Podosesia aureocincta Purrington & Nielsen, 1977
- Podosesia surodes Hampson, 1919
- Podosesia syringae (Harris, 1839)